# Municipio de St. John (Kansas)
El municipio de St. John (en inglés, St. John Township) es un municipio del condado de Stafford, Kansas, Estados Unidos. Tiene una población estimada, a mediados de 2023, de 961 habitantes.

## Geografía
Está ubicado en las coordenadas 38°02′12″N 98°45′12″O / 38.03667, -98.75333 (38.036556, -98.753308). Según la Oficina del Censo, tiene una superficie total de 94.06 km², de los cuales 94.00 km² corresponden a tierra firme y 0.06 km² están cubiertos de agua.

## Demografía
Según el censo de 2020, en ese momento había 975 personas residiendo en la zona. La densidad de población era de 10.37 hab./km². El 82.8 % de los habitantes eran blancos, el 0.2 % eran afroamericanos, el 1.0 % eran amerindios, el 5.7 % eran de otras razas y el 10.3 % eran de una mezcla de razas. Del total de la población, el 16.6 % eran hispanos o latinos de cualquier raza.